# ピーターボロ (オンタリオ州)

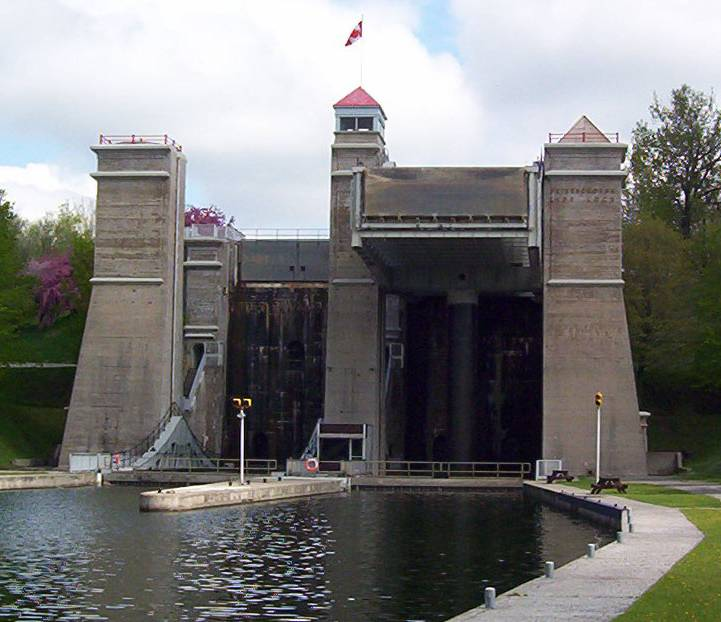
ピーターボロのリフトロック。1904年建立。

ピーターボロ（英: Peterborough、発音: [pē'tər-bŭr'ō, -bûr'ə, -bər-ə]）は、カナダのオンタリオ州南部、ピーターボロ郡に位置する都市。人口は8万3651人（2021年）。オンタリオ州東部中央を流れるオトナビー川 (Otonabee River) がピーターボロ市内の東を流れている。
トロントから北東へ125 kmほどの場所に位置し、ピーターボロ郡の郡庁所在地（行政府）が置かれている。カワーサ湖群 (Kawartha lakes) 周辺を始めとした「コテージ・カントリー」への玄関口として知られ、州内でも 規模の大きい保養地となっている。

## 歴史
1万1,000年前、氷河の後退に伴って先住民族の集団がこの地に流れてきた歴史をもつ。ウッドランド族が紀元前約1,000年から西暦1,000年頃まで定住していたとされ、1740年頃、イロコワ族やミシサガ族がこれに続いた。
1615年、サミュエル・ド・シャンプランがピーターボロの少し北、現在のブリッジノースの近くに短期間滞在した。
1818年、アダム・スコットがオトナビー川の西岸に入植し、製材工場と製粉所の建設を始め、「スコットズ・プレインズ (Scott's Plains)」という名の町を築いた。工場は現在のキング通り (King St.) に建てられ、動力となる水源はジャクソン入江から水を引いていた。
1822年、イギリスの国会がアッパーカナダへアイルランドの貧しい人々を試験的に移住させる計画を承認したことに関連して、1825年には、この地にアイルランドのコークからの移民が2,000人を超えた。この基本構想は当時の政治家ピーター・ロビンソン (Peter Robinson) によって管理され、彼の功績を称えスコットズ・プレインズを「ピーターボロ」（ピーターの都市の意）に改名した。
世界時（標準時）を提案し、カナダ最初の切手をデザインしたサンドフォード・フレミング (Sandford Fleming) が1845年、ジョン・ハチソンとその家族と一緒に暮らすため、この地に移住し1847年まで滞在した。ジョン・ハチソンはピーターボロに住む最初の医者のひとりであった。
ピーターボロは1850年に町制として組織された（当時の人口2,191人）。初期の1850年代後半、町と周辺に数多くのカヌー製造業者が生まれ、1893年にアダム・スコットの工場跡地にピーターボロ・カヌー会社が設立された。1930年時点で、カナダ国内のボート製造業に従事する従業員のおよそ25%がピーターボロ周辺で働いていた。1928-36年の期間にジョンソン・モーターやアウトボード・マリン（ボートエンジンの製造会社、現ボンバルディアの傘下）が従来の産業から新しく誕生した。
ピーターボロはナイアガラの滝の発電所よりも早く、カナダ国内で最初に水力発電所が運転された場所のひとつ。このため、この都市では電力業界を通しても町の発展をみることができる。安い電力資源が手に入ったことから、この利点を生かすため、エジソン・ゼネラル・エレクトリック（後のゼネラル・エレクトリック・カナダ）とアメリカ・シリアル（後のクエーカーオーツカンパニー、2001年にペプシコが買収）が進出した。
1904年、オトナビー川の東岸に位置するアシュバーナムの村 (Village of Ashburnham) がピーターボロに併合された。このエリアは現在でも地元の人々の間では東町 ("East City") と呼ばれる。このため、時折、地元民の間では地元経済や住宅地において、「イースト・シティ」と市中心部を比較して区別することがある。
1905年、カナダ建国記念日のドミニオン・デー（現在のカナダ・デー）にあたる7月1日に、ピーターボロは市制となった（当時の人口およそ1万4,300人）。市の旗と紋章は1951年に採用された。
1970年代、オンタリオ州政府がオンタリオ・ダウンタウン・リニューアル・プログラム (Ontario Downtown Renewal Programme, ODRP) の一環として、州の助成金をもとにピーターボロ・スクエア (Peterborough Square) が建設された。このモールは旧イートンセンター (Eaton Centre) を主体としている。コールセンターICTカナダが大部分の空き店舗スペースを手に入れ、他の残されたエリアはオフィススペースに割り当てられた。
最近になって、連邦政府は天然資源省の本部をダウンタウン（通りを挟んでピーターボロ・スクエアの向かい）に移転させた。

## 地理

### 人口動向
| 年度   | 市内人口（人） | 増加率 (%) | 都市圏CMA（人） | 増加率 (%) |
| ------ | -------------- | ---------- | --------------- | ---------- |
| 2006年 | 74,898         | 4.8        | 116,570         | 5.1        |
| 2001年 | 71,446         | 2.4        | 110,876         | -          |
| 1996年 | 69,742         | -          | -               | -          |

- 増加率は過去5年間の人口増加率を意味する。

2006年のカナダ国勢調査に基づくと広域の都市圏 (CMA) の人口は11万6,570人で、市内中心部の人口は7万4,898人。都市圏人口ではカナダ国内33位に位置する（オンタリオ州内14位）。
5歳未満の子供の人口は定住者人口の4.8%（州内5.8%、全国5.6%）。65歳以上の高齢者人口は18.1%（州内13.0%、全国13.2%）。平均年齢40.6歳（州内37.2歳、37.6歳）となっており、カナダ国内、オンタリオ州内の平均と比べ高齢化が進んでいる。
都市圏 (CMA) の人口密度は85.4人/km2 (221.2/sq mi) で、州平均の12.6人/km2 (32.6/sq mi) より高い。2001 - 2006年の人口増加率は市内、都市圏ともに州内平均の6.6%よりやや低い。

## 経済
この地域最大の産業は製造業で、ゼネラル・エレクトリックやクエーカーオーツ（ペプシコ）が大きな工場を運営している。また、ゼネラル・モーターズ・カナダで働く従業員のベッドタウンとしても機能しており、産業界ではピーターボロ市民最大の雇用先がGMオシャワオートプレックスである。市内最大の雇用先はピーターボロ・リージョナル・ヘルス・センターで、ピーターボロ教育委員会 (school boards)、ピーターボロー市と続く。
ゼネラル・エレクトリックやアウトボード・マリンなどの製造業は給与が高い雇用先であったことから、市の発展に大きく関与した。後に、施設の老朽化と高い労働賃金が途上国の安い労働市場との競争にさらされるようになる。1970年代から1980年代、ジャストインタイム生産システムなどの革新によってより低価格の製品を作る必要性が増し、多国籍企業に大きな影響をもたらした。1990年代初期に合意したNAFTAは多くのカナダ企業の貿易形態を変え、今日のGE、ペプシコ・クエーカー、シーメンズを始め、多くの中小企業は飛躍的な成長を経験する。
ミニッツメイド（コカ・コーラ）が近年2,000万カナダドルを投じて新しい倉庫と生産ラインを建設した。1991-2001年、製造業の雇用創出は州の平均と同じペースで増え続けた。
低コスト、質の高い労働力、すぐれた高等教育機関がピーターボロの優位性を支えている。2004年の終わり、オンタリオ州内でビジネスを行うのに最も適した場所として、カナディアン・ビジネス・マガジンで一番にランクされた。

## 交通
ピーターボロ市の公共交通機関は、当初、路面電車を運営したことに始まり、1893年から1898年まで運営されていた会社ピーターボロ&アシュバーナム・ストリート鉄道 (The Peterborough and Ashburnham Street Railway Company) を前身とする。これがピーターボロ・ラジアル鉄道 (Peterborough Radial Railway Company) に受け継がれ、1902年から1927年まで運営されたが、路面電車の時代はここで終わることになる。
ピーターボロ・ラジアル鉄道が廃止された1927年の始め、市内にはクーニーとジョプリンの2社のみしか市内交通を提供する運輸会社がなく、限定されたものであった。1927年の末、ボーダー・トランジット (Border Transit Limited) が設立され、1978年に現在のピーターボロ・トランジット（ピーターボロ交通局）となった。
現在、39台のバス（19台追加予定）を運営しており、11の主要ルートとトレント大学へ向かう4つの快速ルート（エキスプレス・ルート）に加え、別の快速ルートが2つ、他、小型の乗り合いバスやタクシーを運営している。現在の路線は以下の通りとなっている。
メインルート：
- ルート1 - ジョージ・ノース (George North)
- ルート2 - チェモング (Chemong)
- ルート3 - ハイランド (Highland)
- ルート4 - ジャクソン・パーク (Jackson Park)
- ルート5 - シャーロット・ウエスト (Charlotte West)
- ルート6 - フレミング・カレッジ/カワーサ (Fleming College/Kawartha)
- ルート7 - ランズドーン・ウエスト (Lansdowne West)
- ルート8 - モナハン (Monaghan)
- ルート9 - ニコルズ・パーク (Nichols Park)
- ルート10 - コリソン (Collison)
- ルート11 - アシュバーナム (Ashburnham)

トレント大学エキスプレス・ルート：
- トレント・ダイレクト (Trent Direct)
- トレント・エキスプレス (Trent Express)
- トレント・イースト・バンク (Trent East Bank)
- トレント・フレミング・コネクト (Trent-Fleming Connect)

エキスプレスルート：
- メジャー・ベネット産業公園 (Major Bennett Industrial Park)
- テクノロジー・ドライブ (Technology Drive)

基本料金は大人や高校生、学生、高齢者、子供（2歳から12歳）は均一で2ドル。2歳未満は無料。一日乗車券は6ドル。
市内の中心部、シムコー通りに位置する中央ターミナルからバスは運営されている。このターミナルはコーチカナダ（旧トレントウェイ・ワーガー）が市外から市内に入ってくるルートの終着駅を兼ねており、グレイハウンドのターミナルもすぐ隣に位置する。

## 行政
ピーターボロ市は地勢的にピーターボロ郡に属するが、行政は郡の管轄に含まれず、郡から独立した単一層自治体に分類される。これはアメリカの独立市と形態が類似している。地方行政システムは市長制を採用している。市長は市の最高責任者として直接投票による選挙で選ばれる。市議会は一院制であり、5人の市会議員が市内5つの地区をそれぞれを代表する形で構成している。現在の地区は以下のとおり。
- 第1区 - オトナビー (Otonobee)
- 第2区 - モナハン (Monaghan)
- 第3区 - タウン (Town)
- 第4区 - アシュバーナム (Ashburnham)
- 第5区 - ノースクレスト (Northcrest)

ピーターボロ市庁舎はダウンタウンの 500 George Street North に位置し、ピーターボロ・ソーシャル・サービスのオフィスも施設内にある。

## 姉妹都市
- アナーバー　（アメリカ ミシガン州） - 1983年姉妹都市提携

## 公共図書館
ピーターボロ公立図書館は1911年に設立され、当初はカーネギー図書館と呼ばれた。現在2つの図書館がある。
中央図書館（メイン・ライブラリー）
豊富な収蔵数をもち、最新の書籍・文献を含め、オーディオブック、ミュージックCD、ビデオ、雑誌などがそろうフルサービスの図書館である。これに加え、百科事典や辞書、地元の歴史文献資料や市行政の公的文書、電子資料、生活情報案内などがある。
場所： 345 Aylmer St. North
デラフォス図書館 (DelaFosse Branch)
1957年に建てられた近隣向けの小さな図書館で、すべての対象年齢向けに約1万4,000冊の娯楽書籍（ハードカバー、ペーバーバックを含む）を収蔵する。
場所： 729 Park St. South
ピーターボロ公立図書館は外部のネットワークを通じてカワーサ・パイン・リッジ学区、ピーターボロ・ビクトリア・ノーザンバーランド&クラリントン・カトリック学区、アスフォデル・ノーウッド公立図書館システムとデータベースを共有している。このグループの図書館はPACLAN (Peterborough and County Library Automation Network) と呼ばれる。

## 教育
カワーサ・パイン・リッジ学区
カワーサ・パイン・リッジ学区委員会 (Kawartha Pine Ridge District School Board) は英語教育の学区委員会で、以前のピーターボロ郡教育委員会とノーザンバーランド・クラリントン教育委員会の管轄範囲、北はカワーサ、南はオンタリオ湖岸までの地域、約7,000 km2を網羅する。東はヘイスティングス郡と、西はカワーサレイクスとオシャワの端と接している。
82の小学校 (elementary school) や15の中等学校 (secondary school) 、4つの成人学習センター (adult learning centre) を運営しており、都市部から郊外まで幅広く学校教育の場を提供している。
ピーターボロ・ビクトリア・ノーザンバーランド&クラリントン・カトリック学区
ピーターボロ・ビクトリア・ノーザンバーランド&クラリントン・カトリック学区委員会 (Peterborough Victoria Northumberland & Clarington Catholic District School Board) はカトリックによる英語教育を提供する学区委員会。
現在、33の小学校と15の中等学校を運営している。

### 高等教育機関
トレント大学
1964年創立。学部課程の一般教養を重視する学校で、学部大学部門ではカナダ国内でも上位にランクされる大学のひとつ。環境科学の教育に力を入れており、このほか、カナダ学、先住民研究、女性学などを強みとする。メインのシモンズ・キャンパスは市内の北端に位置し、面積は14.40 km2ある。このうちの半分以上はトレント大学の自然保護区で、生態学的に様々な野生動植物が生息している。
トレント大学は以下の系列下のカレッジに区分けすることができる。
1. シャンプレイン・カレッジ (Champlain College)
2. レイディ・イートン・カレッジ (Lady Eaton College)
3. キャサリン・パー・トレイル・カレッジ (Catharine Parr Traill College)
4. オトナビー・カレッジ (Otonabee College)
5. ピーター・グツォヴスキ・カレッジ (Peter Gzowski College)
6. ジュリアン・ブラックバーン・カレッジ (Julian Blackburn College)

それぞれのカレッジが学生宿舎や学生食堂、学生組合をもつ。
フレミング・カレッジ
正式名称はサンドフォード・フレミング卿カレッジ (Sir Sandford Fleming College)。1967年創立。多くの専門分野が学べる高等教育機関で、2つの主要キャンパスが市内にある。
1. マクレー・キャンパス (McRae Campus) ： 市内ダウンタウンに位置する。
2. サザーランド・キャンパス (Sutherland Campus) ： 市内の西端に位置する。近年、大規模な拡張を行った。キャンパス内には新しく長期の健康管理を目的とする保健施設「セントジョセフ・アット・フレミング」が建設され、2005年6月には「ピーターボロ・スポーツ&ウェルネス・センター」がオープンし、競技用の宿泊施設も兼ねる。

フレミング・カレッジはリンジーとコバーグ、ハリバートンにもキャンパスがある。
カワーサレイクス・バイブル・カレッジ
1972年創立。ピーターボロを本部とするカレッジ。

## 観光地
ピーターボロとカワーサ地域には様々なアトラクションやイベントがあり、老若男女問わず楽しむことができる。豊かな歴史遺産と博物館に加え、展示会、美術館、劇場などがあり、芸術活動が盛んな場所でもある。歴史的観光名所として先住民遺跡で知られるペトログリフス州立公園がある。
トレント・セブン水路 (Trent-Severn Waterway)
トレント・セブン運河はピーターボロ市内を流れており、水理学を利用した世界最大のリフトロックである「ピーターボロ・リフトロック」がある。高さ19.8 mで、リフトロックの高さとしても世界最大。
デル・クレーリー公園 (Del Crary Park)
デル・クレーリー・パークは都市部にある大きな緑地公園で、ダウンタウンにほど近いリトルレイクに位置する。ピーターボロ・ヨットクラブの拠点でもある。無料の野外イベントやコンサートが夏の期間、この公園で開催される。
ピーターボロ美術館 (Art Gallery of Peterborough)
1974年にオープン。リトルレイクの沿岸、デル・クレーリー公園の隣に位置し、世界中からの作品1,004点を収蔵する。
ショープレイス・パフォーマンス・センター (Showplace Performance Centre)
1996年、ダウンタウンにオープンした劇場で座席数647席。
カナディアン・カヌー博物館 (The Canadian Canoe Museum)
カヌーに関する豊かな歴史を見ることができるユニークな博物館。

## 芸術
アートスペース (Artspace)}
ピーターボロは芸術活動の場として名高く、芸術家らによって運営されている芸術センターとしてはカナダ国内でも特に古い施設のひとつ「アートスペース」を1974年に設立した。この施設は現代の芸術家たちの成長と発展をサポートすることを使命とする。アートスペースは一般市民向けの展示も行っている。著名な芸術家としてデイビット・バーク (David Bierk) がおり、設立メンバーのひとり。
ピーターボロ・アート・アンブレラ (Peterborough Arts Umbrella, PAU)
PAUはピーターボロとその周辺地域の芸術関係者に作品を公開する場を提供することを使命としており、2000年に最初の展示会が催された。メディアセンターも備えており、デジタルをベースにしたオーディオとビデオ関係の編集を行える施設を提供している。
ピーターボロ・ニューダンス&パブリック・エナジー (Peterborough New Dance/Public Energy)
ピーターボロ・ニューダンスはビル・キンボール (Bill Kimball) によって1994年に設立された。ビル・キンボールはコンテンポラリー・ダンスとパフォーマンスアートの出演と制作を行っており、オンタリオ州内ではトロントとオタワ以外で唯一、コンテンポラリー・ダンスのダンサーとしてフルタイムで常勤する芸術家である。この組織はダンスとパフォーマンスアートの発展をもサポートしており、この土地固有のパフォーマンスアートを演出している。
ピーターボロ・シンフォニー・オーケストラ (Peterborough Symphony Orchestra, PSO)
ピーターボロ交響楽団は1967年設立だが、その歴史をひもとくと1世紀前までさかのぼることができる。PSOは交響曲を演奏する楽団で、2001年より指揮者であるマイケル・ニューナム (Michael Newnham) が楽団を率いており、コンサートだけでなく教育向けのプログラムにも手を広げている。

## スポーツ
ピーターボロ・ピーツ (Peterborough Petes)
ピーツは1956年に設立されたジュニア・ホッケーチームでOHL（オンタリオ・ホッケー・リーグ）に所属する。リーグに所属するチームとしては最も長い期間続いている。数多くのNHL選手を輩出しており、エリック・スタール (Eric Staal) 、クリス・プロンガー (Chris Pronger) 、スティーブ・アイザーマン (Steve Yzerman)、ボブ・ゲイニー (Bob Gainey) 、マイク・リッチ (Mike Ricci)、ラリー・マーフィー (Larry Murphy)、タイ・ドミ (Tie Domi) らがいる。コーチではスコッティ・ボウマン (Scotty Bowman) 、ロジャー・ネイルソン (Roger Neilson) 、マイク・キーナン (Mike Keenan) 、ギャリー・グリーン (Gary Green) 、ディック・トッド (Dick Todd) らがいる。
ピーターボロ・メモリアル・センター (Peterborough Memorial Centre)
ピーターボロ・ピーツの本拠地で1956年建立。戦争に従軍したこの地方を出身とする数々の退役軍人を称えて名付けられた。2003年に、メモリアル・センターはリノベーションによって24の豪華な個室と店舗営業権の改善、ライセンス・レストラン、座席、フェンス、スコアボードが刷新され、エアコンが追加された。
このほか、ホッケーチームではオンタリオ州ジュニアAホッケーリーグのピーターボロ・スターズ (Peterborough Stars) がある。ラクロスも盛んな場所で、ピーターボロ・レイカーズ (Peterborough Lakers) とピターボロ・ジュニア・レイカーズ (Peterborough Jr. Lakers) がある。

## メディア

### 新聞
ピーターボロ・イグザミナ (Peterborough Examiner) は地方日刊紙で、この地域で独自に出版する新聞社のひとつ。1847年から発刊。この地に住み、カナダ人作家として著名だったロバートソン・デイビース (Robertson Davies) が1942年から1955年まで会社を所有者し、編集も行っていた。1980年代後半、タブロイド・スタイルのピーターボロ・ディス・ウィーク (Peterborough This Week) が市場に参入し、イグザミナは広告シェアを大きく落とした。ピーターボロ・ディス・ウィークはフリーペーパーの提供を始め、ほとんどがピーターボロ郡の住民に配られている。その一方で、トレント大学の学生によって学生新聞が設立され、大学キャンパス内とダウンタウンにおいて無料で配られている。
1994年からコネクション新聞（旧コーズウェイ・コネクションとして知られる）がピーターボロ郡の中心部、スミス・エニスモア・レイクフィールド (Township of Smith-Ennismore-Lakefield) に設立された。フリーの月刊誌で郵送で地域の家庭に配られている。
2002年にピーターボロでは初めて無料のオンライン・マガジン・ディレクトリー「ノウ・アバウト・ネットワーク」 (KnowAboutNetwork) が立ち上がった。それ以降、20以上のマガジン・ディレクトリーを提供するようになり、ノウ・アバウト・ダウンタウン、ノウ・アバウト・カワーサズなどが含まれる。全紙面カラー印刷のニュース誌があり、商品広告やサービスの情報も含まれている。ポストや無料配布棚、地元のイベント先などで配布されている。

### テレビ局
コラス・エンタテイメント (Corus Entertainment) 所有のCHEX-TVとCBC支局の2つの地元テレビ局がある。TVコジコはコジコ・ケーブル・カナダ (Cogeco Cable Canada) が所有・運営しており、ケーブル加入者に放送している。
チェックス (CHEX) はテレビ放送局としては国内では最も古い放送局のひとつで、創立者メンバーに作家のロバートソン・デイビースとその父ウィリアム・ルパート・デイビース (William Rupert Davies) が含まれる。送信機を備える電波塔が市内東部にあり、以前はテレビ放送だけでなくラジオ放送にも使われていた。
- チャンネル12： チェックス (CHEX)、CBC
- チャンネル18： CICO-74、TVオンタリオ (TVOntario)
- チャンネル44： CBLFT-12、SRC（フランス語放送）
- ケーブル10： TVコジコ、コジコ・ケーブル・コミュニティ・チャンネル

### ラジオ局
ピーターボロのラジオ業界の特徴として他の大きな都市ブランプトンやオシャワより多くのラジオ局をもち、グレータートロント (GTA) からのラジオ放送を聴くことができる。
- AM 980 CKRU - "KRUZ" （旧CHEX-AM）
- AM 1420 CKPT - CHUM Limitedの一部を成している。
- FM 89.3 CJLF-2 - キリスト教系の音楽番組を放送。
- FM 92.7 CFFF - トレント大学キャンパス・ラジオ。
- FM 93.3 - CKSG - "Star 93.3" アダルト・コンテンポラリー・ミュージック。ライセンスはコバーグにあるがピーターボロへも放送している。
- FM 98.7 CBCP - CBCラジオ第一 (CBC Radio One) 。
- FM 99.5 CKKK - "KAOS" キリスト教系音楽。
- FM 101.5 CKWF - "The Wolf", アクティブ・ロック
- FM 103.9 CBBP - CBCラジオ第二 (CBC Radio 2)
- FM 105.1 CKQM - "Country 105" カントリー・ミュージック (CHUM) 。
- FM 106.3 CJBC-5 - La Première Chaîne（フランス語放送）

## 社会サービス
- ユース・イマージェンシー・シェルター（青年救急保護施設、Youth Emergency Shelter、略称：Y.E.S.）
- コミュニティ・オポテュニティ&イノベイション・ネットワーク (Community Opportunity & Innovation Network Inc.)

## 年間行事
- アーツウィーク (Artsweek) - 毎年9月に開催される芸術を祝う行事。
- ダウンタウン・カウントダウン - 大晦日の行事（アルコール・薬物は禁止）。
- イマージェンシー (Emergency) - ピーターボロ・ニューダンス主催で、3月下旬から4月上旬にピーターボロ地域の芸術からによって行われるダンスやパフォーマンスの祭り。
- フェスティバル・オブ・ツリー (Festival of Trees) - ヘルスケアのサポートの募金キャンペーンで、11月末、メモリアル・センターで行われる。
- ピーターボロ・フォーク・フェスティバル (Peterborough Folk Festival) - 伝統的に8月の最終週末に行われる音楽のお祭りで、5つの野外ステージで前日入場料無料。
- オンタリオ州・市町村の祝日（8月の第1月曜日） - 地元では、ピーター・ロビンソン・デー (Peter Robinson Day) と呼ばれ、トロントではシムコー・デー (Simcoe Day) 、オタワではカーネル・バイ・デーと呼ばれる。
- サマーフェスティバル・オブ・ライト - デル・クレーリー公園で無料コンサートと花火が6月から8月の水曜と土曜に行われる。2010年より、無料コンサートに重点を置くため、名称が "リトルレイク・ミュージックフェスト" に変更された。なお、現在では花火は行われていない。

## ピーターボロの著名人
- セバスチャン・バック（歌手）
- エステラ・ウォーレン（俳優）
- ヤン・マーテル（作家）
- サンドフォード・フレミング  (Sandford Fleming) （技師、発明家）
- エミリー・ヘインズ (Emily Haines) （歌手）